# تيم كنويله
تيم كنويله (بالألمانية: Tim Kneule) مواليد 18 أغسطس 1986 في رويتلينغن، ألمانيا، هو لاعب كرة يد ألماني. يلعب حاليا مع فغيش أوف غوبينغن ويحمل الرقم 4. مثل منتخب ألمانيا لكرة اليد.

## روابط خارجية
- تيم كنويله على موقع الاتحاد الأوروبي لكرة اليد (الإنجليزية)